# Tour de Lombardie 1968
La 62e édition du Tour de Lombardie s'est déroulée le 12 octobre 1968. La course a été remportée par le coureur belge Herman Van Springel. Le parcours s'est déroulé entre Milan et Côme sur une distance de 266 kilomètres.

## Déroulement de la course
Herman Van Springel se présente seul à l'arrivée au vélodrome de Côme. Il conserve 15 secondes d'avance sur deux des grands favoris de l'épreuve : l'Italien Franco Bitossi, vainqueur de l'édition précédente et son compatriote Eddy Merckx. 145 coureurs étaient au départ et seulement 27 à l'arrivée.

## Classement final
| Pos. | Coureur                | Équipe       | Temps           |
| ---- | ---------------------- | ------------ | --------------- |
| 1    | Herman Van Springel    | Mann-Grundig | 6 h 58 min 58 s |
| 2    | Franco Bitossi         | Filotex      | à 15 s          |
| 3    | Eddy Merckx            | Faema        | m.t.            |
| 4    | Jan Janssen            | Pelforth     | à 53 s          |
| 5    | Martin Van Den Bossche | Molteni      | à 1 min 15 s    |
| 6    | Gianni Motta           | Molteni      | à 1 min 50 s    |
| 7    | Felice Gimondi         | Salvarani    | m.t.            |
| 8    | Michele Dancelli       | Pepsi Cola   | m.t.            |
| 9    | Jo de Roo              | Willem II    | m.t.            |
| 10   | Adriano Durante        | Max Meyer    | m.t.            |